# Longevidad
Los términos longevidad y duración de la vida aluden a conceptos relacionados con la biología y con la evolución de las células y órganos que componen los cuerpos de los seres vivos, y transformaciones con el transcurrir de su vida. En el caso del ser humano la longevidad posee importantes conexiones con aspectos demográficos de la sociedad, y aspectos sociológicos del individuo. En general tiene que ver con la duración de vida de un ser humano o de un organismo biológico y se utiliza con más frecuencia en referencia a la ancianidad o la edad de un ser vivo, por ejemplo la longevidad de un árbol.
Las reflexiones sobre la longevidad van habitualmente ligadas al reconocimiento de la brevedad humana e incluyen discusiones sobre métodos para extenderla más allá del límite tenido como normal. El tema ha sido no solo una preocupación de la ciencia, sino también de la literatura de viajes, ciencia ficción y novelas utópicas.
Existe bastante dificultad en encontrar la mayor duración de la vida humana incluso con las modernas técnicas estandarizadas de verificación, debido a fechas de nacimiento inexactas o incompletas. Múltiples leyendas en las diferentes culturas y contextos religiosos han pretendido extraordinarias longevidades, tanto en el pasado, como la de Matusalén en la Biblia, como en el futuro.

## Historia

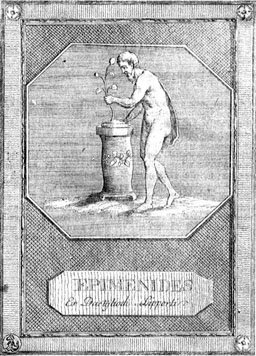
El filósofo Epimenides de Creta del cual se dice vivió más de 150 años.

En lo que respecta a la Edad de bronce, la persona más longeva de la que se tenga constancia, y que haya vivido y muerto en este período, fue el faraón Ramses II, que vivió 91 años, algo que ha sido corroborado rigusamente por análisis de su momia y otras evidencias. Se han propuesto otros candidatos, como Pepi II, que se cree llegó a vivir 100 años, sin embargo, es objeto de debate si este faraón alcanzó dicha edad (véase Pepi II Neferkare y tiempos de su reinado en Wikipedia en inglés).
Una notable declaración de Diógenes Laercio (alrededor del 250) es la más antigua referencia acerca de una plausible longevidad centenaria aceptada por la ciencia. Diógenes declaró que el astrónomo Hiparco de Nicea (a. 185 a. C. - 120 a. C.) aseguraba que el filósofo Demócrito de Abdera había vivido 109 años (nació aproximadamente entre el 470 a. C. y el 460 a. C. y murió entre el 370 a. C. y el 360 a. C.). Otras referencias de otros pensandores de la antigüedad griega corroboran el dato de que Demócrito había vivido más de cien años. La posibilidad de que ello sea cierto también es respaldada por el dato que la mayoría de los filósofos de la Antigua Grecia vivieron más de 90 años. Algunos ejemplos:
- Jenófanes de Colofón, a. 570/565 — a. 475/470 a. C.
- Pirrón de Elis, c. 360 — a. 270 a. C.
- Eratóstenes de Cirene, a. 285 — a. 190 a. C.

Pero el caso de Demócrito es diferente del caso de, por ejemplo, Epiménides de Cnosos (vivió entre los siglos VII y VI a. C.) del cual es referenciado incluso por pensadores del siglo pasado, que se dice que vivió 154, 157 e incluso 290 años, un caso que no ha sido verificado por la ciencia.
Dice Mariano Torrente, en su Geografía universal física, política é histórica de 1827: 

En 1726 murió en la villa de Fefiñanes un pobre labrador llamado Juan Otero de 146 años; e iguales ejemplos se repiten con frecuencia aquí y en otras provincias.

## Esperanza de vida
La esperanza de vida es la media de la cantidad de años que vive una cierta población en un cierto período. Se suele dividir en masculina y femenina, y se ve influenciada por factores como la calidad de la medicina, la higiene, las guerras, etc, si bien actualmente se suele referir únicamente a las personas que tienen una muerte no violenta. La esperanza de vida como indicador social es utilizada por los sociólogos para medir el grado de desarrollo de un país, pero los datos pueden ser relativos en tal sentido porque pueden ser alterados por guerras, epidemias, violencia y otros fenómenos diferentes a los indicadores económicos. En muchos casos personas de países subdesarrollados o en vías de desarrollo o de culturas naturales pueden tener una gran longevidad que contradice el supuesto de que a mayor desarrollo, mayor esperanza de vida.

## Las personas más longevas del mundo
Personas que sobrepasan los cien años no son solo del interés científico, sino también del público en general interesado en alargar de manera saludable sus años de vida.
El Grupo Gerontológico de Investigación, fundado entre 1990 y 1992 en Los Ángeles, busca personas que hayan superado los 110 años de edad y ha incluido el nombre de las siguientes personas:
- Jeanne Calment (1875-1997): Es la mujer y persona de la contemporaneidad que ha sido científicamente documentada que vivió exactamente 122 años y 164 días, siendo la personas más longeva de todos los tiempos.
- Jirōemon Kimura (1897-2013): El hombre más longevo verificado de la historia vivió 116 años y 54 días.

## Estadísticas
Los lugares con más longevos del mundo, las llamadas zonas azules, son Acciaroli (en Cilento, Campania, Italia), donde de 800 habitantes 81 superan los cien años, al parecer por sus bajos índices de adrenomedulina. La isla japonesa de Okinawa; la Península de Nicoya en Costa Rica (siendo esta la más extensa y con una expectativa de vida superior a la de Japón), la isla de Cerdeña (Italia) y la griega de Icaria (en que la media de fallecimiento es de 90 años) y Loma Linda, California, donde reside una comunidad de adventistas del séptimo día.
Está demostrada estadísticamente la correlación entre larga vida y el trinomio ejercicio, dieta y apropiado descanso, y además:
- Los centenarios tienden a ser delgados e ingerir, de media, menos calorías que el resto de la población.
- El vino tinto, una corta siesta, practicar "Hara hachi bu" (costumbre de las gentes de Okinawa de dejar de comer cuando el estómago está lleno en un 80 por ciento), tomar tiempo suficiente para relajarse o rodearse de gente afín, incrementan la longevidad.[cita requerida]
- La esperanza de vida del ser humano se ha incrementado tres meses al año desde 1840 gracias a los cambios introducidos para reducir las amenazas del entorno (dieta equilibrada, avances médicos, seguridad social, jornada de ocho horas...) en cuatro generaciones, la esperanza de vida ha avanzado más que en 6,6 millones de años de evolución.[5]

## Narrativa

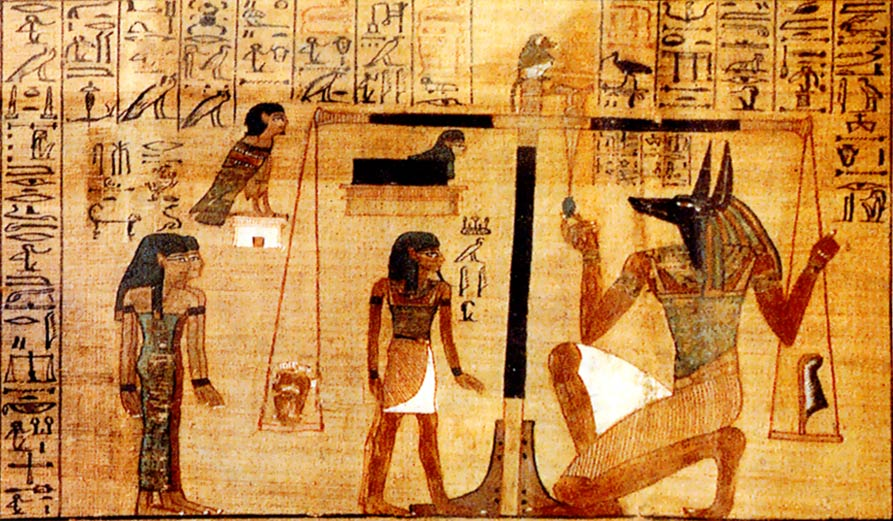
El libro egipcio de los muertos. Papiro de Ani. Capítulo 125.

La preocupación por alargar el periodo vital humano ha llenado de leyendas e historias las culturas mundiales con relatos espectaculares. Historias de largas longevidades se presentan desde la antigüedad y muchas de la mano de las religiones que describen las divinidades como seres inmortales. Por lo tanto, seres mortales que viven más allá de lo esperado, son vistos en relación con dichas divinidades.
En las religiones judeocristianas, Adán y Eva fueron creados con la orden de no comer del "árbol de la ciencia del bien y del mal, porque el día que comieres de él, morirás sin remedio". Después del pecado del hombre, Dios acorta y establece los años en que un ser humano puede vivir:

Entonces dijo Jehová: «No contenderá mi espíritu con el hombre para siempre, porque ciertamente él es carne; pero vivirá ciento veinte años».

Para las religiones hindúes como el Budismo y el Hinduismo, así como en las antiguas religiones egipcias, el alma del ser humano y de todos los seres vivientes tiene más de una vida, en lo que se conoce como la reencarnación.
Numerosos sistemas filosóficos a través de la historia, por ejemplo el gnosticismo, han buscado también la inmortalidad y el mito de la Fuente de la juventud. Muchas de ellas plantean que ésta se logra por medio de la búsqueda de la sabiduría y el dominio del cuerpo mortal, pero otras sugieren la existencia de substancias, fuentes o lugares que detienen el deterioro biológico del cuerpo humano. [cita requerida]
Ciertas ideas no demostradas científicamente plantean que ciertas razas o pueblos tienen una mayor longevidad que otras. [cita requerida]
Culturalmente, muchos pueblos naturales de África, Asia y América Latina, tienden a venerar a la persona más anciana como depositario de experiencia y sabiduría. [cita requerida]

## Futuro
Numerosos centros de investigación del tema intentan buscar alternativas para aumentar el nivel de longevidad humano a través de elementos como hormona del crecimiento, antioxidantes, (la presencia de oxidantes en la sangre ha demostrado ser uno de los principales factores de envejecimiento en experimentos con animales), evitar la destrucción de los telómeros, criónica, agentes que imitan la restricción calórica, minimización del consumo de insulina, hasta cambios en la dieta como beber un vaso de vino o cerveza diario [cita requerida]. De todas formas, algunos estudios indican que poseer el gen FOXO3A convierte a un linaje en centenario; este gen también se encuentra implicado en la longevidad de los animales. El resveratrol, las sirtuinas y la rapamicina se han demostrado como los agentes químicos de longevidad más prometedores.
Por otra parte, se ha descubierto en 2013 un mecanismo más del envejecimiento que puede ser revertido; es el producido por el progresivo deterioro de los mecanismos químicos de comunicación entre el núcleo de las células y las mitocondrias. Ambos interactúan para asegurar un funcionamiento celular saludable y correcto por medio de una serie de eventos moleculares que permiten esta comunicación interior y, cuando esta comunicación se rompe, vicia o hace confusa, el envejecimiento se acelera. Mediante la administración de una molécula producida naturalmente por el cuerpo humano, los científicos restauraron estas redes de comunicación intracelular en ratones viejos y muestras de tejido posteriores mostraron características biológicas clave que fueron comparables a las de ratones mucho más jóvenes en al menos tres indicadores básicos de buena salud: resistencia a la insulina (una condición que eleva el riesgo de diabetes), inflamación (relacionada con el cáncer y enfermedades cardiovasculares) y, quizá la más importante, el desgaste muscular.
Sin embargo, cambios climáticos, crisis alimentarias, conflictos bélicos y otros podrían incidir en el anhelo de sociedades de gran longevidad. Los países industrializados, que han reducido su nivel de natalidad a cifras alarmantes como España, Italia e incluso los Estados Unidos, tendrán cada vez sociedades más ancianas durante el siglo XXI, lo que incidirá en la preocupación por prolongar la vida. Una mejor atención médica, dietas más ricas y sociedades más pacíficas en países ricos, tienen sin duda consecuencias positivas en el aumento del grado de esperanza de vida de sus pobladores, contrario a lo que sucede en países pobres en donde las atenciones de salud son menores, mayores peligros de epidemias, problemas en la alimentación y conflictos bélicos.
Al mismo tiempo, problemas como la obesidad, diabetes, hipertensión arterial, enfermedades cardiovasculares, cáncer, suicidio y otros problemas comunes a sociedades más industrializadas, amenazan el grado de longevidad.
Desde 1840 el nivel de vida humano a nivel global ha subido considerablemente, siendo mayor para las mujeres que para los varones con una diferencia promedio de tres años en todo el mundo[cita requerida]. Para muchos observadores, el tope del nivel de vida puede seguir subiendo en el presente siglo. La esperanza de vida femenina ha aumentado, según los expertos, debido al avance de la medicina en lo que tiene que ver con el parto, causa de mortalidad femenina principal antes del siglo XIX y que hoy sigue presente en países de extrema pobreza.

## Longevidad animal, vegetal y orgánica
La longevidad de los seres vivos -aparte de la del ser humano- es también motivo de interés y estudio. En agricultura es necesario conocer la longevidad animal y vegetal para efectos de producción y mejoramiento de las especies.

### Animales
La siguiente es la lista de la esperanza de vida de algunos animales comunes:
| Animal                                | Esperanza de vida                                  |
| ------------------------------------- | -------------------------------------------------- |
| Almeja                                | El espécimen más longevo encontrado vivió 507 años |
| Ballena boreal (Balaena mysticetus)   | hasta 200 años                                     |
| Erizo rojo                            | Entre 150 y 200 años                               |
| Águila real (Aquila chrysaetos)       | 80[cita requerida]                                 |
| Cóndor (Vultur gryphus)               | 75 años, en cautiverio                             |
| Cabra (Capra aegagrus hircus)         | 15                                                 |
| Cerdo (Sus scrofa domestica)          | 25                                                 |
| Conejillo de Indias (Cavia porcellus) | 10                                                 |
| Gato (Felis silvestris catus)         | 15 a 32 años                                       |
| Elefante (Elephantidae)               | 82 años                                            |
| Jirafa (Giraffa camelopardalis)       | 25                                                 |
| Pato                                  | 10                                                 |
| Perro (Canis lupus familiaris)        | Entre 8 y 20 años                                  |
| Rana                                  | 3                                                  |
| Mono                                  | 25                                                 |
| Tortuga                               | hasta 180 años                                     |
| Serpiente                             | 10                                                 |
| Vaca                                  | 22                                                 |
| Caballo                               | 40 años                                            |

#### Insectos
Algunos de los animales  con la más breve escala de longevidad son muchos insectos. La termita reina es el insecto que más vive, hasta 50 años. Esto es normal en las reinas de los animales eusociales, por ejemplo la hormiga reina (20 años) y la abeja reina (4 años).
Las observaciones sobre la longevidad de los insectos han sido utilizadas por los científicos para analizar los posibles métodos de aumento de la longevidad humana. La mosca es uno de los insectos más observados en este sentido, cuya longevidad puede ser alterada. La larva puede tardar en desarrollarse hasta 24 días, pero la mosca vive hasta tres semanas.

### Plantas
Si los insectos viven poco tiempo en comparación con la vida humana, las plantas pueden tener una longevidad extraordinaria, aunque se diga que hay flores de un día. Las hierbas viven un año, pero una secuoya puede vivir 3500 años. Los árboles que viven menos son la acacia, el níspero, el aligustre, el membrillero, que viven entre 25 y 30 años. Los árboles milenarios (hasta más de tres mil años) son el roble, olmo, castaño y otros.
En Suecia, en la montaña Fulu (en la provincia de Dalarma), se encontró una planta con más de 10000 años,según investigadores de la Universidad de Umea en colaboración con un laboratorio de Florida, Estados Unidos.

### Seres orgánicos más viejos

#### Vivos
Los siguientes son los seres orgánicos más viejos del mundo datados por la ciencia:
- La medusa Turritopsis nutricula es el único ser orgánico vivo en el que ha podido demostrarse una inmortalidad biológica.
- Una esponja gigante perteneciente a la especie Scolymastra joubini, clase Hexactinellida, fue encontrada en el fondo marino de la Antártida por unos biólogos alemanes, y registró una edad de 10 000 años. Aunque no es oficial, este sería el ser vivo más longevo del mundo.[20]
- Un pino de 4.800 años de la especie Pinus aristata en el Monte Whitney de California es en la actualidad el segundo organismo vivo más viejo del mundo.
- Un abeto de 9550 años, encontrado en la montaña Fulu, en la provincia de Dalarna (Suecia).[19]

#### Ya fallecidos
- Otro pinus aristata cayó en el Parque Nacional de la Gran Cuenca, Nevada en 1964. El árbol que era conocido como Prometeo tenía 4.900 años de edad y era hasta entonces el ser vivo conocido más viejo del planeta.[21]
- Una almeja, conocida como Ming, de la especie Arctica islandica fue vista en las costas de Islandia en 2007 y su edad fue datada entre 400 y 410 años, siendo el animal más viejo jamás documentado. Otras fuentes reducen su edad a 347 años.[22][23]
- Lamellibrachia luymesi, un gusano de tubo gigante, fue estimado en 250 años de edad.
- Hanako (Carpa Koi), una carpa, ha sido el ser vertebrado más viejo que haya podido ser registrado por la ciencia con una edad de 215 años.
- Una ballena boreal, matada en una cacería en 2001, fue registrada con una edad de 211 años y posiblemente 245.[24]
- Tu'i Malila, una tortuga presentada a la familia real de Tonga por el capitán James Cook en 1773 fue vista viva por la Reina Isabel II en 1953 cuando ella visitó el país. Murió el 19 de mayo de 1965 y su edad se calcula en 192 años. Era del orden Testudines que puede vivir hasta 250 años.
- A fines de abril de 2013, a los 270 años falleció la tortuga egipcia que ya estaba en su etapa adulta mayor cuando Napoleón Bonaparte invadió Egipto en el siglo XVIII. Su zoológico, en la ciudad de Guiza, se abstuvo de dar razones.[25]

## Genes involucrados en la longevidad
En la especie humana la longevidad es una característica multifactorial cuantitativa, la cual está afectada por factores genéticos y ambientales. La heredabilidad de la longevidad se ha establecido en aproximadamente un 25 % para los gemelos monocigóticos y un 11 % para los mellizos. Aunque un reciente estudio ha establecido que las diferentes estimaciones de heredabilidad podrían estar infladas debido al emparejamiento selectivo, dejando el porcentaje de heredabilidad real por debajo del 10%. Estudios realizados comparando hermanos que pertenecían a familias excepcionales frente a familias controles se vieron diferencias significativas relacionadas con la longevidad, asociadas a un locus del cromosoma 4. En este locus se identificó un marcador en el gen que codifica la proteína de transferencia microsomal (PTM), como un posible modificador de la longevidad humana. La PTM participa en la síntesis de diversos tipos de lipoproteínas (HDL y LDL).¹ Su actividad en personas longevas se relaciona con el menor riesgo de enfermedad cardiovascular, que es una de las principales enfermedades en personas de la tercera edad. 
En relación con el metabolismo lipídico y el envejecimiento, diversos estudios GWA han demostrado que la apolipoproteína E (ApoE) y en concreto la variante genética ε4 está asociada con una menor probabilidad de tener una vida longeva. La disminución de la frecuencia de esta variante en los mayores adultos puede estar fisiopatológicamente relacionada con un menor riesgo de padecer Alzheimer y enfermedades cardiovasculares. Por otra parte, también se ha establecido que la variante ApoE ε2 está correlacionada con una mayor longevidad.
ApoE media el metabolismo del colesterol en los tejidos periféricos y es el principal transportador de colesterol al cerebro. Es por ello que sus variantes ApoE ε2 y ε4 han sido asociadas con el aumento (ε4) o la disminución (ε2) del riesgo a sufrir enfermedades relacionadas con la edad como enfermedades cardiovasculares o el Alzheimer, lo que explicaría su efecto en la longevidad. El hecho de que las dos variantes de ApoE presenten efectos opuestos podría ser debido a sus diferencias estructurales y propiedades biofísicas, ya que ApoE ε2 muestra una alta estabilidad y ApoE ε4 una baja estabilidad de plegamiento de la proteína.  
Otros estudios sugieren una relación entre los niveles de insulina, IGF-1, y la longevidad.¹ Investigaciones recientes en grupos de centenarios han hallado el gen de la larga vida, bautizado Apolipoproteína B o ApoB, situado en el cromosoma 2, en 20 de los 34 centenarios seleccionados. Se trata de un gen no demasiado común, pero muy grande y con mucho efecto, implicado en el transporte del colesterol malo. Las familias que compartían variantes raras de este gen superaban con creces el siglo de vida. El hallazgo se produjo tras estudiar el genoma de los más ancianos de la valenciana Alcira, 44.788 habitantes, una de las localidades con más centenarios de España, 34. Por otra parte, una variante en el cromosoma 9p21.3 bastante más común en las mujeres que en hombres explica que haya un 79 % más de centenarias que de centenarios.
Además, durante el año 2019 se publicó un artículo en el que se relaciona el aumento de la expresión de los genes KANSL1, CRHR1, ARL17A y LRRC37A2 y la disminución de ANKRD31 y BLOC1S1 con una mayor longevidad. También mediante GWAS se mostró que la longevidad está genéticamente correlacionada con la edad de la muerte paterna y en concreto, negativamente correlacionada con la enfermedad de las arterias coronarias (EAC) y con la diabetes tipo 2.
Por otra parte, también se encontró que el alelo A de la variante rs7676745 está asociado a una menor probabilidad de supervivencia al percentil 90. Esta variante está localizada en el cromosoma 4 cerca de GPR78. La proteína GPR78 pertenece a una familia de receptores acoplados a proteínas G, cuya función principal es mediar la respuesta a hormonas y neurotransmisores. Sin embargo, la función específica de GPR78 todavía no se conoce, aunque juega un papel importante en la metástasis del cáncer de pulmón.
Debido a que la mayoría de las cohortes analizadas en estudios de longevidad son Europeas, también se evaluó la existencia de asociaciones genéticas específicas para poblaciones de distinta ascendencia y en cohortes chinas se vio que las variantes genéticas de IL-6 y ANKRD20A9P están relacionadas con la longevidad.
La capacidad del ADN para repararse, es un factor importante en la determinación de la longevidad en las especies. Las especies con mecanismos de reparación eficaces poseen mayores longevidades. Esto se ha estudiado en la enzima poli (ADP-ribosa) polimerasa-1 (PARP-1), que es un intermediario en la respuesta celular al daño del ADN, inducido por estrés. En estudios comparativos entre especies, se ha observado que la actividad de PARP-1 está asociada con la longevidad. En este sentido se ha publicado un estudio en el cual se muestra que las personas centenarias tienen niveles más altos de PARP-1 que la población general. Sugiriendo la existencia de una cierta capacidad innata que se asienta en las bases genéticas de la heredabilidad de la longevidad.
En humanos, se han identificado 3 variantes de FOXO3 asociadas a longevidad. Todas ellas están relacionadas con la inducción de la expresión de FOXO3 y además se cree que podrían provocar la respuesta al estrés celular. En concreto, FOXO3 es un gen que está relacionado con la protección del estrés oxidativo. En organismos modelos como los ratones se ha encontrado que hay homólogos del SIR2 de levaduras en mamíferos, pero la más relacionada es SIRT1 que se ha demostrado que reprime en mamíferos a FOXO3a, un homólogo de DAFT 16. FOXO3a protege a las células de mamíferos frente al estrés oxidativo estimulando tanto la reparación del ADN como las actividades de defensa antioxidante. También se observó relación de este gen con la altura y con el volumen intracraneal, así como regulación de la proliferación de las células madre neuronales. SIRT1 induce la parada del ciclo celular, inhibe la inducción de apoptosis e incrementa la resistencia al estrés oxidativo¹
Por último, CDKN2A/B ha sido previamente asociado en otros estudios con la esperanza de vida parental y con el desarrollo de algunas enfermedades debidas a la edad. La variante asociada a la longevidad identificada fue rs1556516 y está también asociada a una menor probabilidad de desarrollar enfermedades cardiovasculares, como la enfermedad de arterias coronarias. Aunque esta asociación todavía no está clara, ya que las variantes del gen mencionado están asociadas a la senescencia celular y por tanto, envejecimiento.
| Expresión génica asociada a una mayor longevidad | Expresión génica asociada a una mayor longevidad |
| AUMENTO DE EXPRESIÓN                             | DISMINUCIÓN DE EXPRESIÓN                         |
| ------------------------------------------------ | ------------------------------------------------ |
| ApoE ε2                                          | ApoE ε4                                          |
| LRRC37A                                          | ANKRD31                                          |
| KANSL1                                           | GPR78                                            |
| CRHR1                                            | BLOC1S1                                          |
| ARL17A                                           | -                                                |

''daf- 2'' -daf 16: Caenorhabditis elegans es un modelo bien establecido para el estudio del envejecimiento. La longevidad de este nematodo puede extenderse para al menos 6 diferentes mecanismos; incluyendo la reducción de la señalización de insulina/IGF1, restricción calórica, deficiencia mitocondrial y disminución en la temperatura. A la fecha un número de mutaciones en genes que alargan el periodo de vida han sido descritas, y un conjunto de interacciones genéticas se ha derivado. Mutaciones en el gen receptor de insulina/IGF1; daf-2 duplica la vida en el adulto por la vía de regulación de daf-16, factor de transcripción FOXO, el cual es conservado entre nematodos y mamíferos. La pérdida parcial de función en daf-2, resulta en un fenotipo sensible a la temperatura. Por tal razón, las larvas mutantes que crecen a 25 °C constitutivamente entran a un estado de “dauer”, mientras adultos cultivados a 25 °C son más longevos.²
LAGs-CAGs: Diferentes líneas de investigación por otro lado han sugerido una fuerte asociación entre envejecimiento/longevidad/cáncer. Aparte de los genes comunes, la co-regulación de la longevidad y los genes asociados al cáncer (LAGs y CAGs respectivamente) podrían ser importantes. En particular, la cooperación puede ocurrir a nivel de proteína vía interacción de proteína-proteína (PPIs).³ Lo importante es conocer si estos genes son evolutivamente conservados y si es así como ellos o sus ortólogos se relacionan entre sí en las distintas especies. Para esto, bases de datos como HAGR ( Human Aging Genomic Resources-GenAge Database)http://genomics.senescence.info/genes/ reportan a diario un sinnúmero de nuevos genes reportados en organismos modelos así como en los humanos.³